# Pablo Hernández (Radsportler)
Pablo Enrique Hernández López (* 12. Februar 1940 in Suesca; † 1. Januar 2021 in Pereira (Kolumbien)) war ein kolumbianischer Radrennfahrer und nationaler Meister im Radsport.

## Sportliche Laufbahn
Hernández war Straßenradsportler und Teilnehmer der Olympischen Sommerspiele 1964 in Tokio. Im olympischen Straßenrennen wurde er 55. Im Mannschaftszeitfahren kam das Team mit Rubén Darío Gómez, Pablo Hernández, Javier Suárez und Pedro Sánchez auf den 21. Platz.
1969 siegte er in der Vuelta a Colombia. 1964 wurde er Dritter in dem Etappenrennen. Etappensiege in dieser Rundfahrt holte er 1963, 1966, 1968 (zweifach) und 1970. 1964 gewann er die nationale Meisterschaft im Straßenrennen. 1965 wurde er Vize-Meister hinter Martín Emilio Rodríguez. 1970 gewann er zwei Etappen der Vuelta al Táchira. In der Gesamtwertung wurde er Zweiter.

## Berufliches
Nach seiner Rennfahrerkarriere lebte Hernández eine Zeit lang in Mexiko. Er kehrte nach Kolumbien zurück und eröffnete ein Fahrradgeschäft.